# 十勝清水駅
十勝清水駅（とかちしみずえき）は、北海道上川郡清水町本通1丁目にある北海道旅客鉄道（JR北海道）根室本線の駅である。駅番号はK24。電報略号はミス。事務管理コードは▲110412。
特急「とかち」の全列車と、「おおぞら」の1往復（9・2号）が停車する。

## 歴史
- 1907年（明治40年）9月8日：国有鉄道の清水駅として開業[1][6]。
- 1926年（大正15年）6月16日：河西鉄道（後の十勝鉄道清水部線）の清水駅が本駅前に開業。
- 1934年（昭和9年）11月20日：十勝清水駅に改称[7][6]。
- 1951年（昭和26年）7月1日：十勝鉄道清水部線廃止。
- 1962年（昭和37年）10月：ホクレン清水製糖工場操業に伴い専用線使用開始。
- 1966年（昭和41年）11月1日：駅舎改築[8]。跨線橋設置。
- 1967年（昭和42年）：白老チップ十勝工場（後に大昭和興林十勝工場）専用線敷設。
- 1976年（昭和51年）10月1日：一部の定期急行・通年停車開始（対象：上り急行ニセコ2号）[9]。
- 1985年（昭和60年）
  - 3月14日：一部の定期特急・通年停車開始（対象：特急おおぞらの一部列車）[10]。荷物の取扱を廃止。
  - 10月1日：車扱貨物以外の貨物取扱を廃止。
- 1986年（昭和61年）
  - x月x日：大昭和興林十勝工場移転により専用線廃止。
  - x月x日：ホクレン清水製糖工場専用線廃止。
  - 11月1日：車扱貨物の取扱を廃止[1]。
- 1987年（昭和62年）4月1日：国鉄分割民営化により、北海道旅客鉄道（JR北海道の駅となる[1]。
- 1994年（平成6年）度：石勝線・根室線高速化工事に伴い同年度に構内改良[11]。
- 1997年（平成9年）10月1日：業務委託駅、ジェイ・アール道東トラベルサービスが受託。
- 2017年（平成29年）2月1日：北海道ジェイ・アール・サービスネットがジェイ・アール道東トラベルサービスを吸収合併したため、受託会社を北海道ジェイ・アール・サービスネットに変更[12]。
- 2025年（令和7年）2月5日：自動券売機での切符の発売を終了[13]。

### 駅名の由来
町名より。東海道本線江尻駅が1934年（昭和9年）12月1日に清水駅に改称されるのに先立ち、区別のため同年11月20日に旧国名「十勝」が冠された。
1987年（昭和62年）3月23日の士幌線十勝三股駅廃止後、唯一の「十勝」を冠した駅となっている。

## 駅構造
島式ホーム1面2線をもつ地上駅。通常列車は駅舎側の本線である1番線を使用し、交換する場合のみ2番線を使用する。
駅舎は駅構内の東側にある。北海道ジェイ・アール・サービスネットが駅業務を受託する業務委託駅で、みどりの窓口が設置されている。
かつては駅舎の南側に貨物ホームがあったほか、駅の南側・根室本線の西側にあるJA十勝清水町の倉庫や本線の東側にある日本甜菜製糖清水工場、駅の北側にあるホクレン清水製糖工場への専用線がそれぞれ分岐していたが、1986年（昭和61年）11月1日までにすべて廃止された。

### のりば
| 番線 | 路線      | 方向 | 行先           |
| ---- | --------- | ---- | -------------- |
| 1・2 | ■根室本線 | 下り | 帯広・池田方面 |
| 1・2 | ■根室本線 | 上り | 新得・札幌方面 |

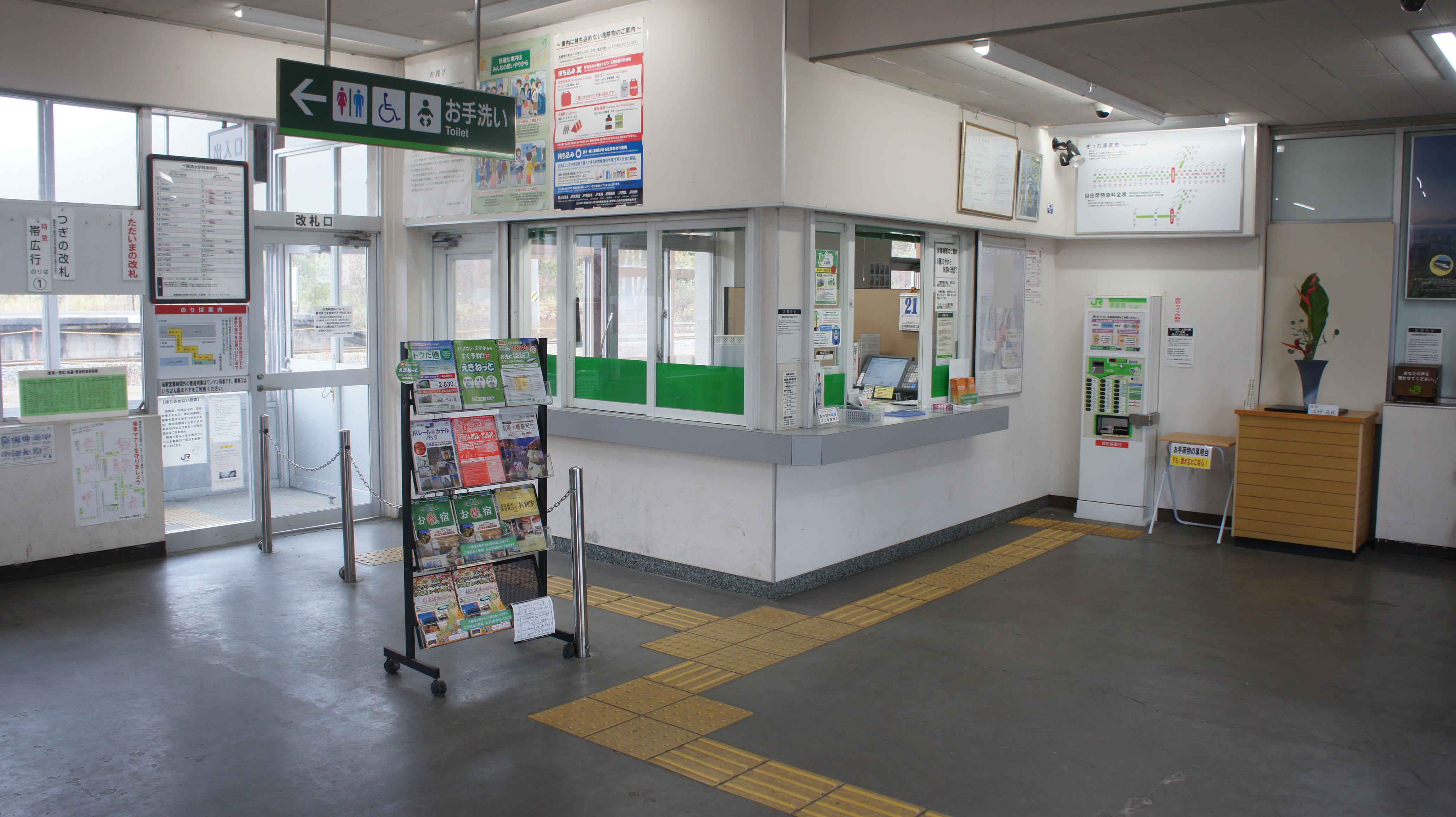
改札口（2017年10月）
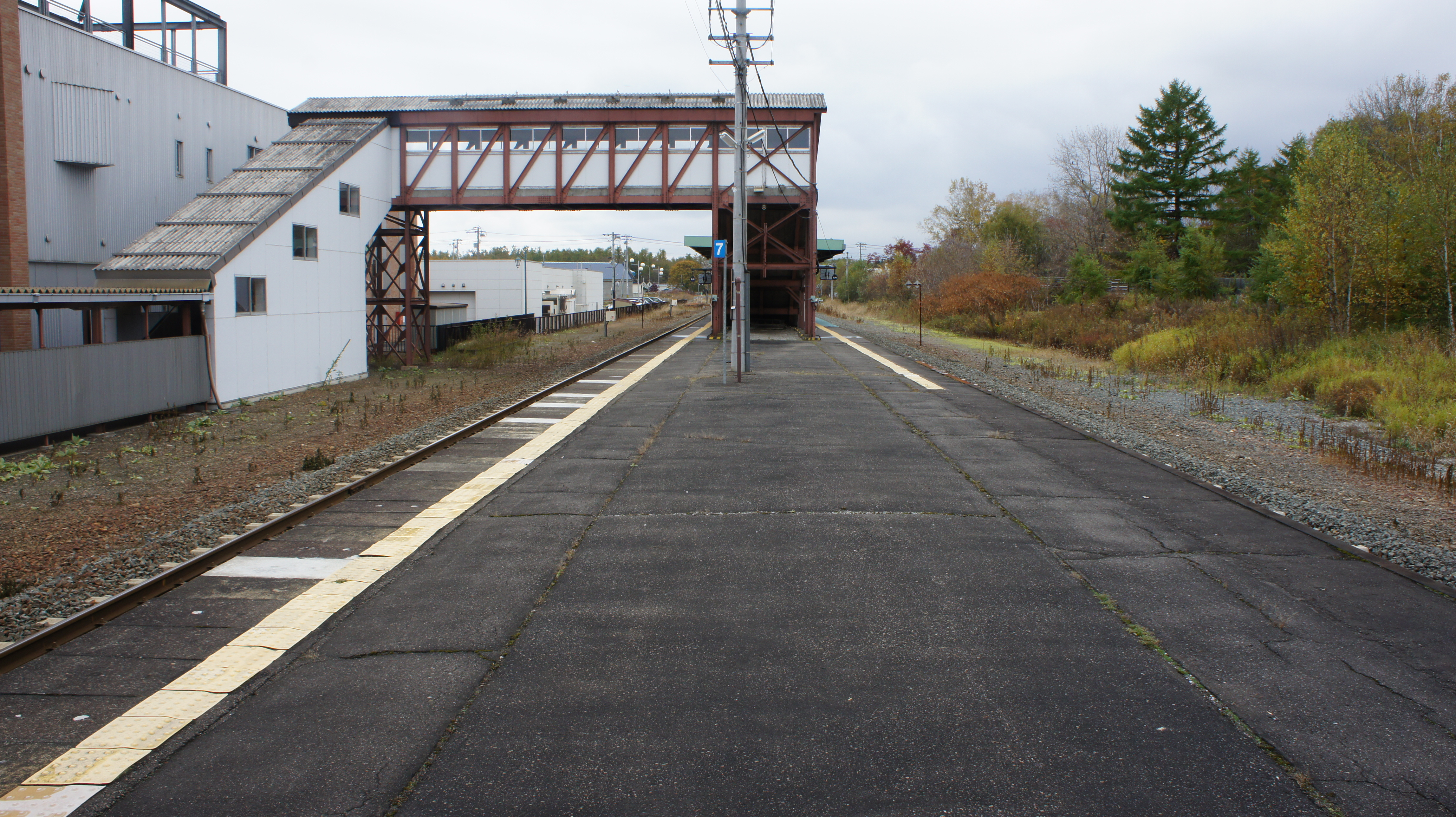
ホーム（2017年10月）
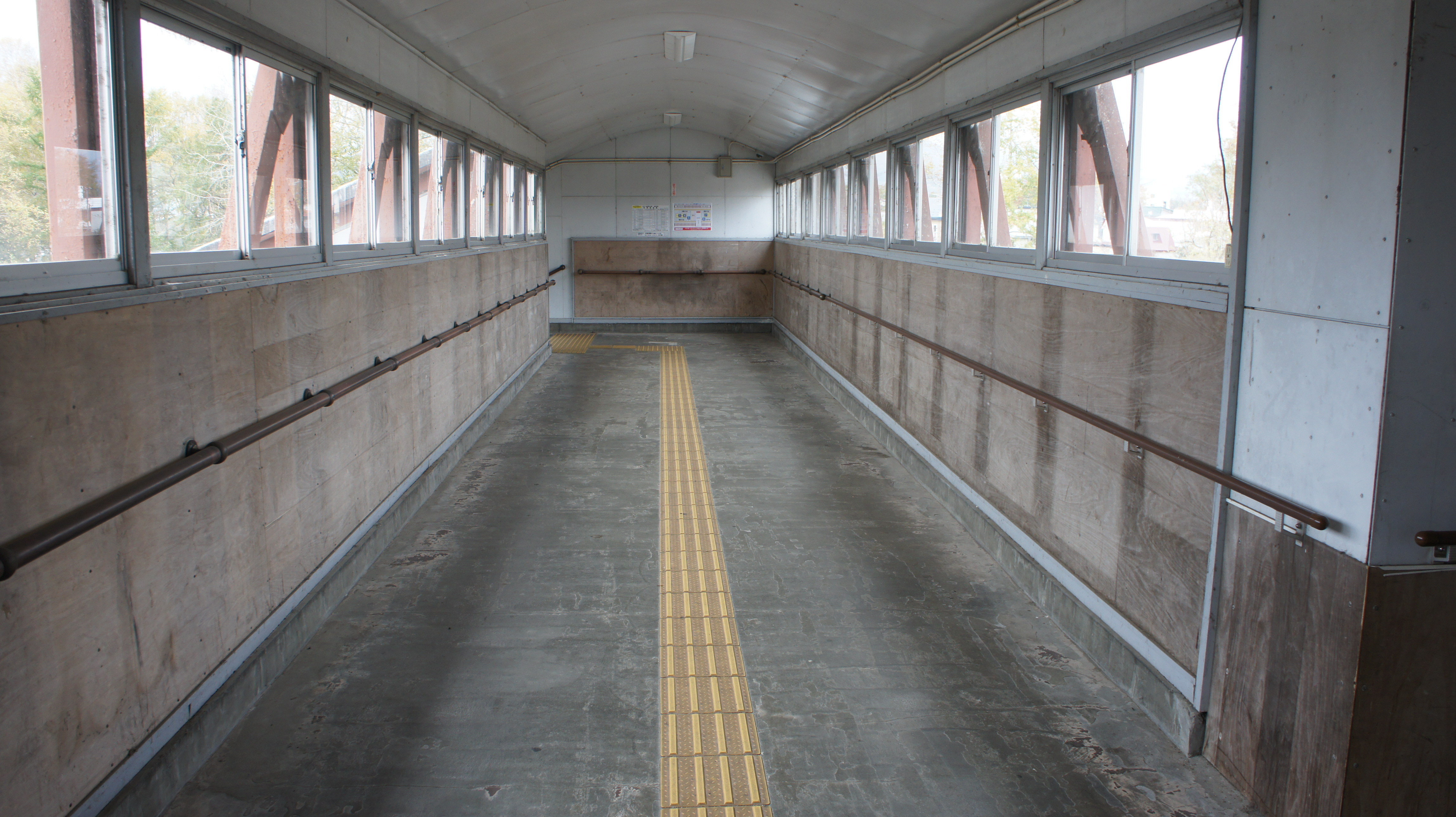
跨線橋（2017年10月）

## 利用状況
1日の平均乗降人員は以下の通りである。
| 乗降人員推移 | 乗降人員推移 |
| 年度         | 1日平均人数  |
| ------------ | ------------ |
| 2011         | 666          |
| 2012         | 642          |
| 2013         | 648          |
| 2014         | 630          |
| 2015         | 658          |
| 2016         | 632          |
| 2017         | 602          |
| 2018         | 570          |

## 常備駅
1985年時の常備貨車
- タキ3600形（糖蜜専用）2両、日本甜菜製糖所有

「昭和60年版私有貨車番号表」『トワイライトゾーンMANUAL13』ネコ・パブリッシング、2004年

## 駅周辺
- 国道38号・国道274号
- 道東自動車道十勝清水インターチェンジ
- 清水町役場
  - 札幌市行ポテトライナー/帯広特急ニュースター号「清水」停留所（※ポテトチップスをイメージしたユニークな屋根が特徴）[17]
- 帯広開発建設部清水道路管理ステーション
  - 旭川市行ノースライナー「清水」停留所
- 新得警察署清水交番
- 清水町公衆浴場[18]
- サツドラ・十勝清水店（2021年4月29日移転オープン[19]）
- 清水赤十字病院
- 清水郵便局
- 帯広信用金庫清水支店
- 北洋銀行清水支店
- 十勝清水町農業協同組合（JA十勝清水町）
- 北海道清水高等学校
- 清水町コミュニティバス、十勝バス「十勝清水駅前」停留所

## 隣の駅
北海道旅客鉄道（JR北海道）
■根室本線
■普通
新得駅 (K23) - 十勝清水駅 (K24) - （平野川信号場） - *羽帯駅 (K25) - 御影駅 (K26)
*打消線は廃駅